# Kathleen Gutjahr
Kathleen Gutjahr (* 27. Juli 1975 in Demmin) ist eine ehemalige deutsche Siebenkämpferin.
Sie gewann bei den Juniorenweltmeisterschaften 1992 in Seoul die Silbermedaille. Im Jahr darauf wurde sie in San Sebastián Junioreneuropameisterin und 1994 in Lissabon Juniorenweltmeisterin. Auch bei den U23-Europameisterschaften 1997 in Turku gewann Gutjahr Gold.
Im Erwachsenenbereich konnte Gutjahr, die für den SC Neubrandenburg startete, erstmals 1995 Deutsche Meisterin werden. 1998 wurde sie mit der neuen persönlichen Bestleistung von 6320 Punkten zum zweiten Mal Deutsche Meisterin. Im Jahr 2000 steigerte sie sich beim Mehrkampf-Meeting in Götzis auf 6341 Punkte. In Ratingen hatte sie jedoch drei ungültige Versuche beim Weitsprung und verpasste die Qualifikation für die Olympischen Spiele in Sydney. Dafür wurde sie in Wesel zum dritten Mal deutsche Meisterin. 2002 qualifizierte sich Gutjahr für die Europameisterschaften in München und erreichte dort den sechsten Platz.